# Штрбачко језеро
Штрбачко језеро (или Ливадичко језеро) је ледничко језеро на Шар-планини, на Косову и Метохији. Смештено је у дубоком цирку, подно врха Ливадице на надморској висини од 2.173 метра. Удаљено је око шест километара југоисточно од Штрпца. Дужина језера износи 220, а ширина 124 метра, док је обим језера 683 метра. Дубина језера варира у распону од 6,50 до 8,60 метра, у зависности од доба године. Провидно је до самог дна.
Језеро има своју подземну отоку, која представља изворишни крак Калуђерске реке. Воду добија од падавина, топљењем снежаника, као и од бројних површинских и подземних извора.